# Cataluzio da Todi
Cataluzio da Todi (manchmal auch Cataluccio) (* ca. 1340 in Todi; † ca. 1419 in Todi) war der größte Vertreter der gotischen Goldschmiedekunst in Umbrien.

## Leben
Er wurde um 1340 als Sohn von Pietro di Rinaldo in Todi geboren und arbeitete als Goldschmied in seiner Heimatstadt, in der eine Werkstatt unter den Gewölben des Palazzo del Capitano del Popolo von 1361 bis 1366 belegt ist. 
Cataluzio bekleidete in Todi mehrere öffentliche Ämter: 1368 wurde er, zusammen mit Antonio di Lello, für ein Jahr zum Kunstkonsul gewählt und zwei Jahre später zum Stadtrat.
Ab 1372 schloss er sich mit anderen Goldschmieden zu einer Werkstatt in Perugia zusammen. Ab dem Jahr 1374 ist seine Anwesenheit in Perugia dokumentiert, die bis 1387 dauern sollte. Aus dieser Zeit stammt sein Meisterwerk, ein Kelch mit Patene aus vergoldetem Silber mit durchscheinender Emaillierung, die für die Sakristei von San Domenico in Perugia angefertigt wurden und sich heute in der Galleria Nazionale dell’Umbria befinden.
Ab 1387 ist seine Anwesenheit in Todi in mehreren Dokumenten belegt und Cataluzio hatte auch wieder öffentliche Ämter inne. Sein Tod muss um die Mitte des Jahres 1419 erfolgt sein.